# Odorrana andersonii
Odorrana andersonii là một loài ếch trong họ Ranidae. Nó được tìm thấy ở đông bắc Ấn Độ, nam Trung Quốc, Lào, Myanmar, Thái Lan và Việt Nam.
Môi trường sống tự nhiên của chúng là các khu rừng ẩm ướt đất thấp nhiệt đới hoặc cận nhiệt đới, rừng mây ẩm nhiệt đới và cận nhiệt đới, sông, đất canh tác, vườn nông thôn, và các khu rừng trước đây bị suy thoái nặng nề. Nó không được xem là bị đe dọa theo Liên minh Bảo tồn Thiên nhiên Quốc tế.